# Нью-Діл (Теннессі)
Нью-Діл (англ. New Deal) — переписна місцевість (CDP) в США, в окрузі Самнер штату Теннессі. Населення — 398 осіб (2020).

## Географія
Нью-Діл розташований за координатами 36°30′50″ пн. ш. 86°33′46″ зх. д. / 36.51389° пн. ш. 86.56278° зх. д. (36.513769, -86.562750).  За даними Бюро перепису населення США в 2010 році переписна місцевість мала площу 4,84 км², уся площа — суходіл.

## Демографія
Згідно з переписом 2010 року, у переписній місцевості мешкало 368 осіб у 142 домогосподарствах у складі 107 родин. Густота населення становила 76 осіб/км².  Було 162 помешкання (33/км²).
Расовий склад населення:
| - 99,7 % — білих |

До двох чи більше рас належало 0,3 %. Частка іспаномовних становила 1,1 % від усіх жителів.
За віковим діапазоном населення розподілялося таким чином: 24,2 % — особи молодші 18 років, 62,8 % — особи у віці 18—64 років, 13,0 % — особи у віці 65 років та старші. Медіана віку мешканця становила 40,0 року. На 100 осіб жіночої статі у переписній місцевості припадало 95,7 чоловіків;  на 100 жінок у віці від 18 років та старших — 88,5 чоловіків також старших 18 років.
Середній дохід на одне домашнє господарство  становив 48 942 долари США (медіана — 47 763), а середній дохід на одну сім'ю — 56 019 доларів (медіана — 49 934). За межею бідності перебувало 13,6 % осіб, у тому числі 28,8 % дітей у віці до 18 років та 0,0 % осіб у віці 65 років та старших.
Цивільне працевлаштоване населення становило 168 осіб. Основні галузі зайнятості: виробництво — 33,3 %, освіта, охорона здоров'я та соціальна допомога — 22,6 %, науковці, спеціалісти, менеджери — 14,3 %, інформація — 7,7 %.